# Sebastian Płocharski

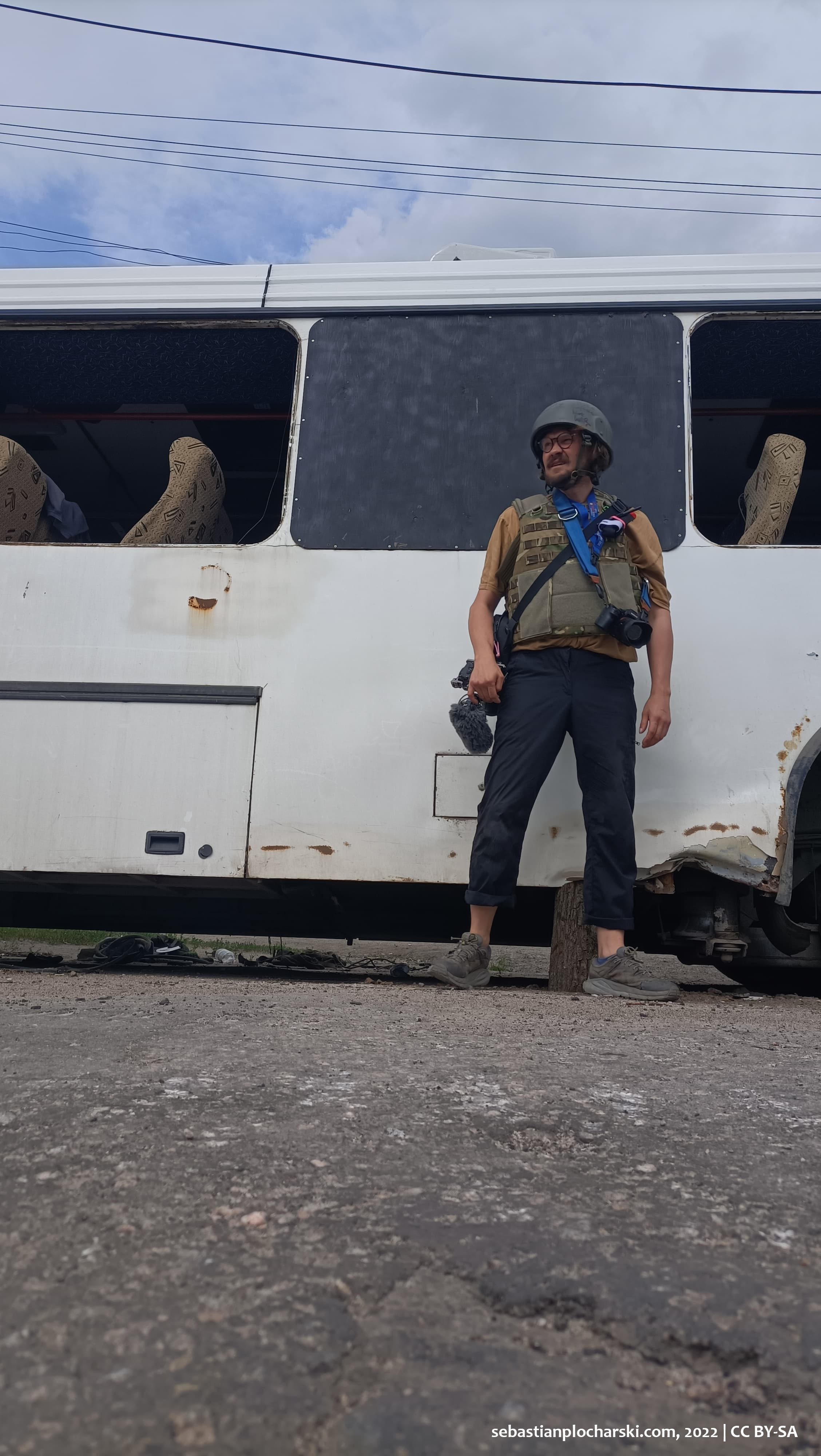
Sebastian Płocharski podczas ewakuacji Łysyczańska, czerwiec 2022

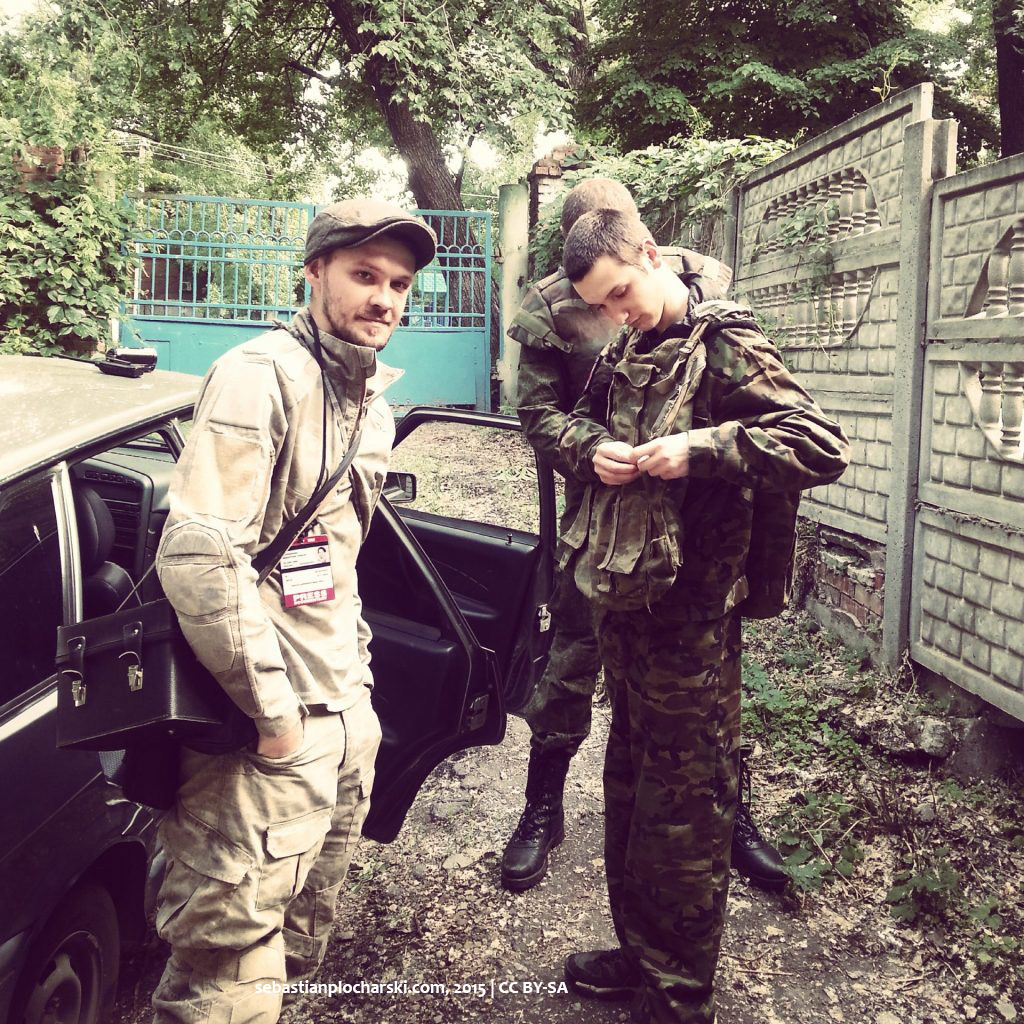
Sebastian Płocharski w obwodzie donieckim szykujący się na wyjazd na front, kwiecień, 2015

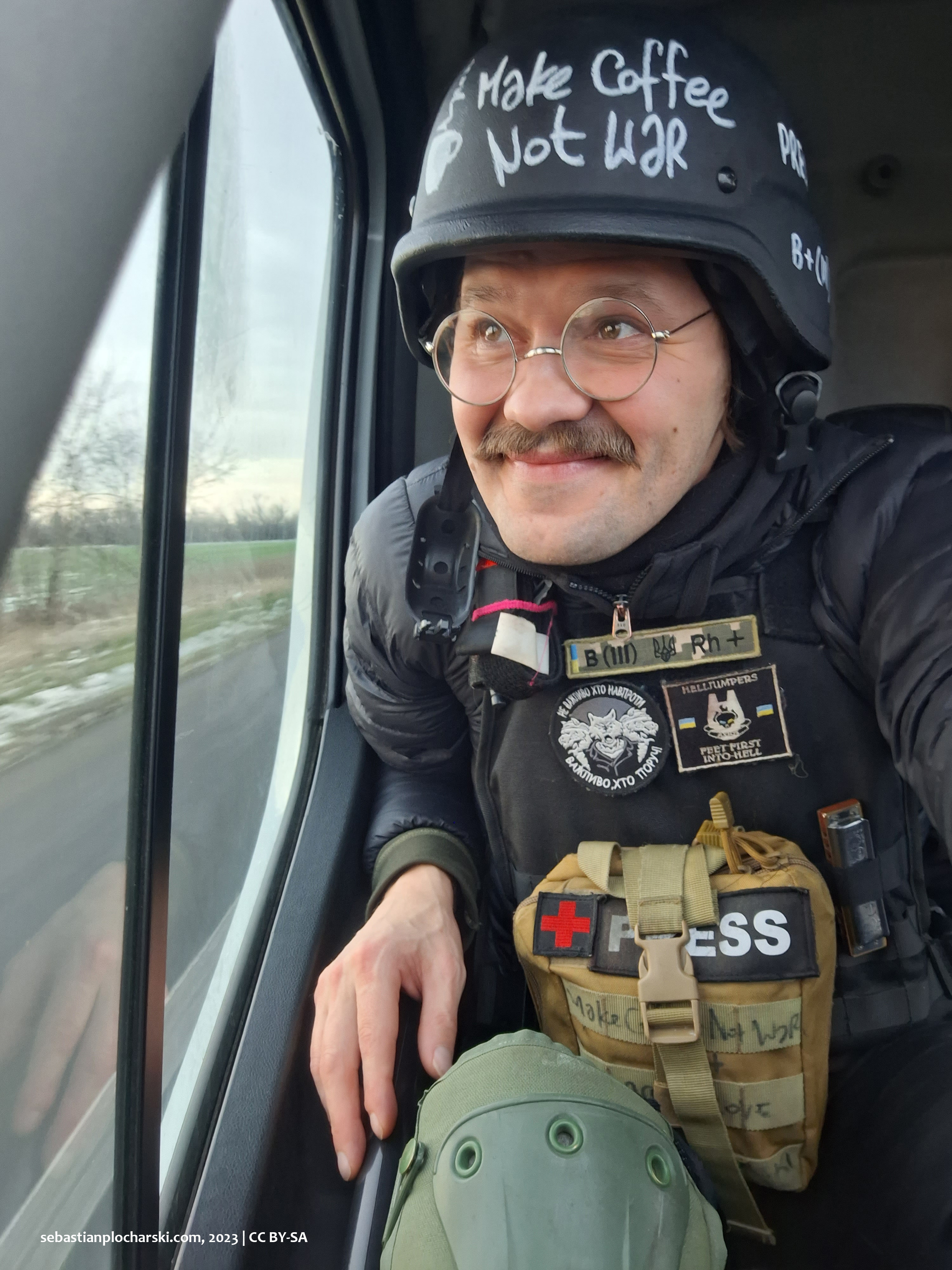
Sebastian Płocharski w samochodzie do Krasnohoriwki, listopad 2023

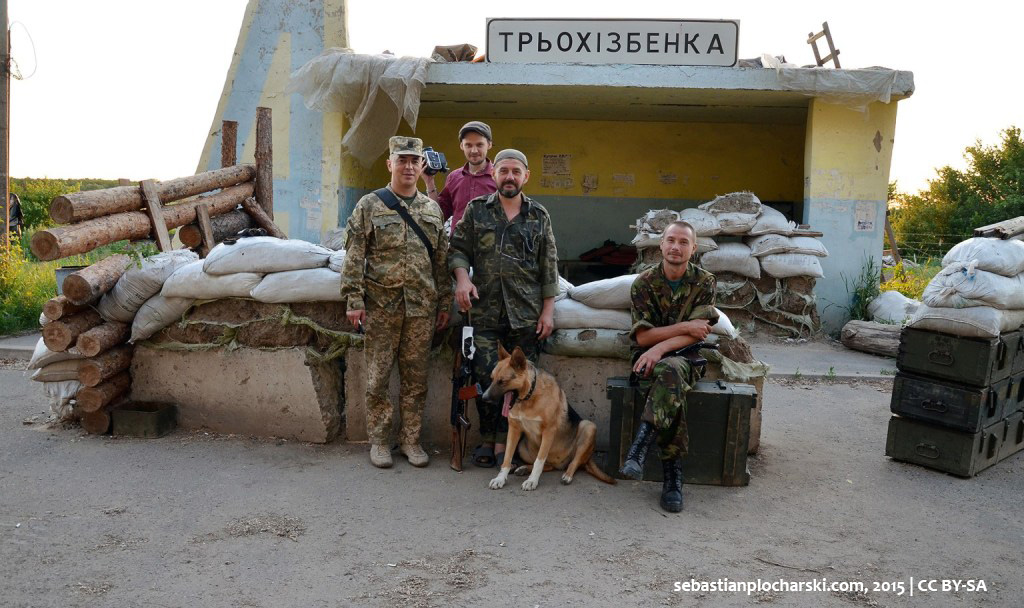
Sebastian Płocharski na jednym z punktów kontrolnych w miejscowości Trohizbinka, kwiecień 2015

Sebastian Tomasz Płocharski (ur. 3 kwietnia 1983 w Toruniu) – artysta sztuk wizualnych, fotograf, reżyser filmów dokumentalnych, operator filmowy, publicysta, dziennikarz, korespondent wojenny, aktywista społeczny. Współpracował m.in. z Newsweek Polska czy radiem wnet.fm. Założyciel projektu MakeCoffeeNotWar.info.

## Życiorys

### Młodość i wykształcenie
W 2002 r. ukończył X Liceum Ogólnokształcące im. prof. Stefana Banacha w Toruniu. W 2008 ukończył studia na Uniwersytecie Mikołaja Kopernika w Toruniu. W latach 2011–2013 uczęszczał na studia podyplomowe na Akademii Górniczo-Hutniczej im. Stanisława Staszica w Krakowie. Od 2023 r. student produkcji i reżyserii dokumentalnej na kursie DOK Pro w Szkole Wajdy. Były wiceprzewodniczący rady fundacji "You Have It" z Torunia zajmującej się edukacją artystyczną i promowaniem kultury. Założyciel, nieistniejącej już, pierwszej internetowej telewizji wspinaczkowej w Polsce - Psycha.TV. Od 2015 r. tworzy niezależny projekt na pograniczu sztuki, dokumentalistyki i aktywizmu społecznego z rejonów złej sytuacji humanitarnej na świecie pod nazwą MakeCoffeeNotWar.info. Stypendysta Prezydenta Miasta Toruń w dziedzinie kultury z 2011 r. Od 2021 r. jest członkiem Brytyjskiego Stowarzyszenia Dziennikarzy (National Union of Journalists).

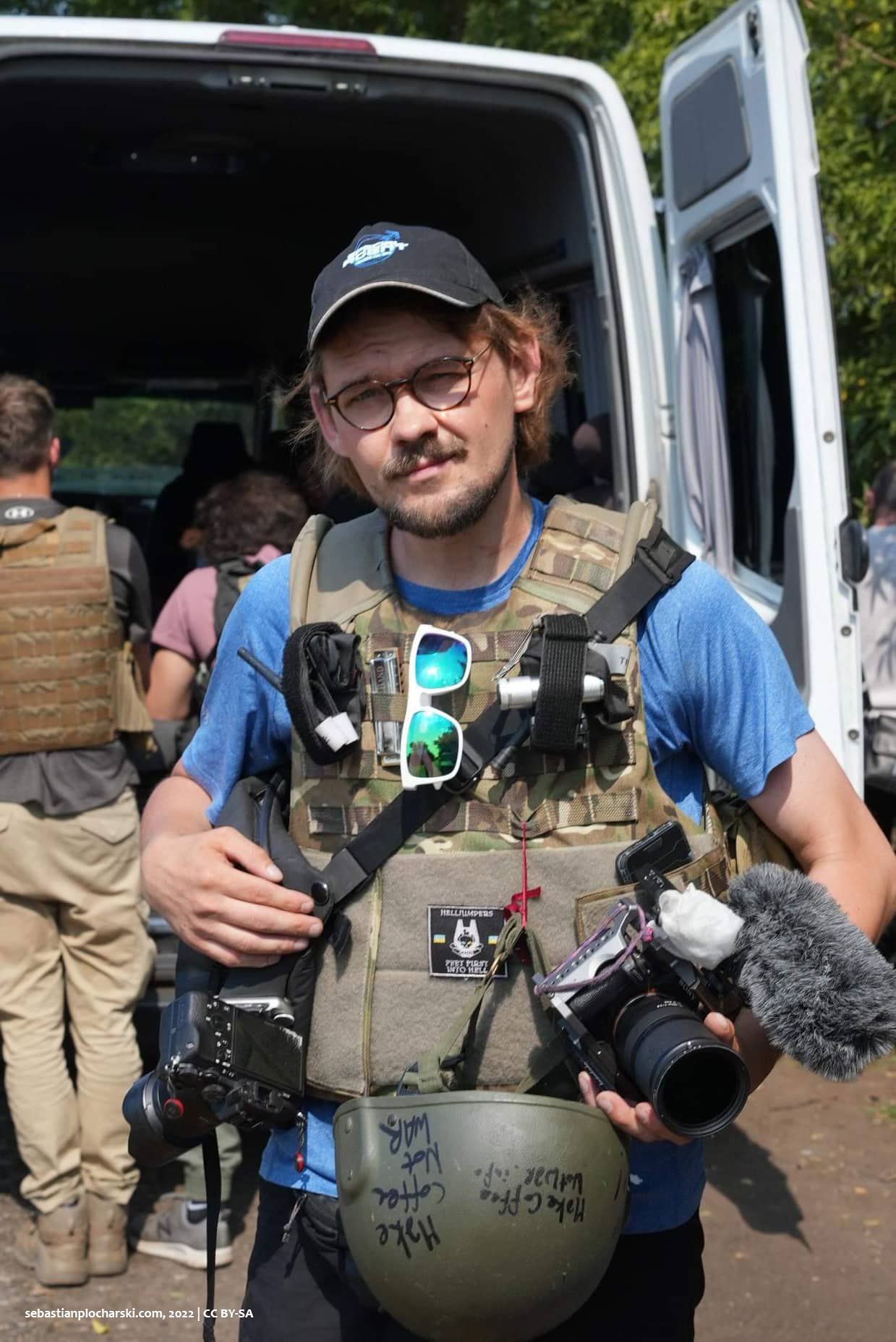
Płocharski podczas ewakuacji Sołedaru,sierpień 2022

### Wojna w Donbasie
Od kwietnia 2015 r. przebywa w Donbasie jako korespondent trwającej tam wojny. W maju 2015 r. znalazł się na terytorium tzw. Ługańskiej Republiki Ludowej, gdzie służby tego quasi-państwa wykorzystały jego materiały i zmanipulowały nimi przedstawiając go jako zwolennika separatyzmu. Program wywołuje skandal na Ukrainie, przez co zostaje on usunięty przez telewizję z mediów społecznościowych. W 2015 zostaje aresztowany w tzw. Donieckiej Republice Ludowej, jednak już następnego dnia go wypuszczono. W czerwcu 2015 r. znajduje się w bazie batalionu Toronado w czasie jego buntu.
W 2020 r. realizuje performance artystyczny w Donbasie pod nazwą “The Pink Rider: Linia rozgraniczenia”. W okresie od października do listopada pokonuje rowerem w różowym kasku 1000 km wzdłuż tzw. linii rozgraniczenia pomiędzy Ukrainą a dwiema separatystycznymi republikami (Ługańska Republika Ludowa i Doniecka Republika Ludowa). Realizuje pierwszą część swojego projektu fotograficznego “Przedśmiertne Portrety Ludzi Donbasu” (po 2022 r. nazwane “Przedśmiertne Portrety Mieszkańców wojny rosyjsko-ukraińskiej"). Celem performance'u artystyczny było zwrócenie uwagi opinii publicznej na ciężką sytuację społeczną i humanitarną ludzi mieszkających przy linii frontu. Portrety od 2021 r. są cyklicznie raz w roku prezentowane na wystawie w Pałacu Kultury i Nauki w Warszawie. 

### Inwazja Rosji na Ukrainę
Od 24 lutego 2022 r. znajduje się na Ukrainie w związku z inwazją Rosji na ten kraj jako dokumentalista i korespondent wojenny. Na początku konfliktu przebywał w Kijowie, gdzie pomagał w ewakuacji ludności cywilnej. Na początku kwietnia 2022 r. przeniósł się do Siewierodoniecka, który był w tym czasie okrążony przez wojska rosyjskie. Jako wolontariusz zaangażował się w pomoc w ewakuacji ludności cywilnej i koordynowanie pomocy humanitarnej. W tym czasie tworzy także filmy dokumentalne traktujące o ewakuacji mieszkańców wschodniej Ukrainy. Bierze udział w ewakuacji mieszkańców Donbasu z takich miejscowości jak Siewierodonieck, Łysyczańsk, Sołedar, Bachmut, Czasiw Jar czy Siewiersk.
Od sierpnia 2023 r. kontynuuje swój projekt “The Pink Rider” pod nazwą “The Pink Rider: Misja ewakuacyjna i humanitarna na wschodzie Ukrainy” polegający na wjeżdżaniu rowerem i zdawania relacji z przyfrontowych miejscowości, gdyż (zdaniem autora) poruszanie się tam samochodem mogłoby być bardziej niebezpieczne.

## Ważniejsze wystawy
- 2023: "Przedśmiertne Portrety Mieszkańców wojny rosyjsko-ukraińskiej", Pałac Kultury i Nauki w Warszawie, 8. Ukraina! Film Festiwal[19]
- 2023 "Przemarsz Przedśmiertnych Portretów Mieszkańców wojny rosyjsko-ukraińskiej", Toruń[27]
- 2022: "Ja tu zostaję", Pałac Kultury i Nauki w Warszawie, 7. Ukraina Film Festiwal[28]
- 2022: “Rytm przeżycia”, Dwór Artusa w Toruniu[29][30][31][32]
- 2021: “Ławeczka”, Pałac Kultury i Nauki w Warszawie, 6. Ukraina Film Festiwal[33]